# Ein Landarzt

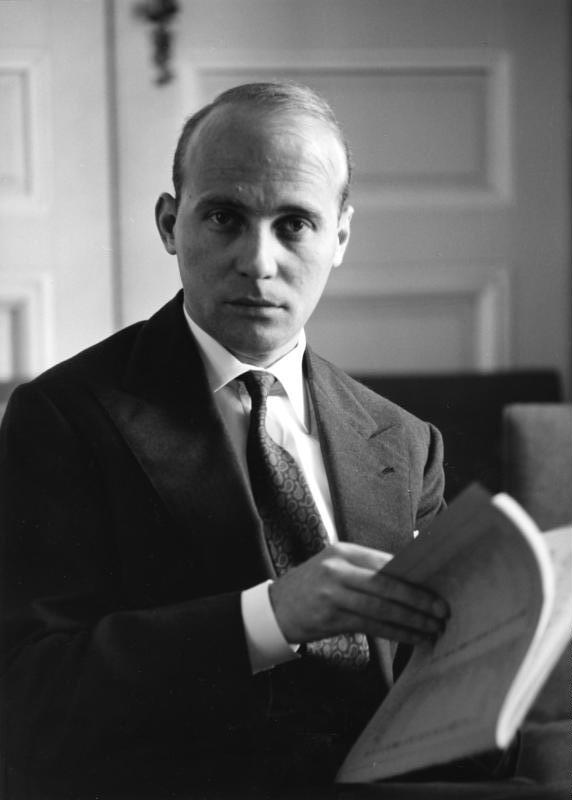
Hans Werner Henze

Ein Landarzt (En landsortsläkare) är en kammaropera i en akt med musik av Hans Werner Henze. Librettot skrevs av Henze efter Franz Kafkas novell med samma namn (1917). Verket skrevs ursprungligen som en radioopera och hade premiär den 19 november 1951 i en utsändning från Nordwestdeutscher Rundfunk. Henze reviderade senare verket 1964 till både en monodrama för baryton och kammarorkester och till en enaktsopera. Scenversionen hade premiär på Frankfurtoperan den 30 november 1965.

## Bakgrund och uppförandehistorik

### Radioopera
Originalversionen av Ein Landarzt  komponerades särskilt för en radioutsändning och var en beställning från det tyska radiobolaget Nordwestdeutscher Rundfunk (NWDR). Den hade premiär på NWDR i Hamburg den 19 november med Hans Herbert Fiedler i titelrollen och Harry Hermann Spitz som dirigent av NWDR Symphony Orchestra. 1953 vann operan Prix Italia. 1964 reviderade Henze operan till två ytterligare versioner, en monodrama och en scenversion. Radiooperan reviderades åter av Henze 1994 då han lade till en berättare och några av de radiotekniska effekterna togs bort. Denna version hade premiär i en utsändning av Westdeutscher Rundfunk (WDR) i Köln den 27 september 1996 med Roland Hermann i titelrollen och Markus Stenz som dirigent av WDR Symphony Orchestra. Henze tog själv på sig rollen som berättare. Uppsättningen 1996 släpptes på CD 2005 tillsammans med en annan enaktare av Henze, Das Ende einer Welt.

### Monodrama-version
1964 omarbetade Henze radiooperan för Dietrich Fischer-Dieskau. Versionen för solobaryton och kammarorkester hade premiär med Fischer-Dieskau i en uppsättning i Berlin den 13 oktober 1965 med Henze som dirigent för Berlinerfilharmonikerna. Denna version översattes till engelska som A Country Doctor och uppfördes i en halvt iscensatt uppsättning på Londons St. Pancras Arts Festival 1966. Monodraman reviderades av Guildhall School of Music and Drama den 8 juni 2015, åter i en halvt iscensatt uppsättning, med Martin Hässler i titelrollen och Timothy Redmond som dirigent för Guildhall Orchestra.

### Scenversion
Scenversionen, omarbetad från radiooperan av Henze 1964, hade premiär på Frankfurtoperan den 30 november 1965 i en dubbelföreställning tillsammans med premiären av hans Das Ende einer Welt. Uppsättningen designades och regisserades av Hans Neugebauer med Ernst Gutstein i titelrollen och Wolfgang Rennert som dirigent. USA-premiären skedde 1968 på Aspen Music Festival i en engelsk översättning som A Country Doctor. Senare uppsättningar ägde rum i Amsterdam (1970), Angers (1971), Hobart (1974) och München (2006).

## Personer
| Roller                             | Röstläge  | Radioversion Premiärbesättning 19 november 1951 (Dirigent: Harry Hermann Spitz) | Scenversion Premiärbesättning 30 november 1965 (Dirigent: Wolfgang Rennert) |
| ---------------------------------- | --------- | ------------------------------------------------------------------------------- | --------------------------------------------------------------------------- |
| En landsortsläkare                 | baryton   | Hans Herbert Fiedler                                                            | Ernst Gutstein                                                              |
| Rosa, läkarens husa                | sopran    | Cläre Autenrieth                                                                | Marlise Wendels                                                             |
| Stallpojke                         | tenor     | Horst Günter                                                                    |                                                                             |
| Patienten                          | gossopran | Rüdiger Prohl                                                                   |                                                                             |
| Modern                             | kontraalt | Ursula Zollenkopf                                                               |                                                                             |
| Fadern                             | bas       | Ernst Max Lühr                                                                  |                                                                             |
| Dottern                            | sopran    | Cläre Autenrieth                                                                |                                                                             |
| Kör av barn utanför patientens hus |           |                                                                                 |                                                                             |

## Handling
En landsortsläkare blir kallad till ett hus långt bort där en ung pojke är allvarligt sjuk. Han ber sin husa Rosa att skaffa honom en häst, men hon lyckas inte. En mystisk stallpojke uppenbarar sig med flera fina hästar och börjar sedan antasta Rosa. Läkaren transporteras magiskt till patientens hus av hästarna men oroas av att ha lämnat Rosa ensam med stallpojken. Den unga patienten, som har ett djupt sår i sidan, ber läkaren att låta honom dö. Pojkens familj tvingar av läkaren hans kläder och bäddar ner honom bredvid pojken och hotar att döda honom om pojken inte blir frisk. Läkaren lyckas fly på en av hästarna, men som i en mardröm hittar han inte vägen hem och döms att för evigt rida omkring.